# Эконом (посёлок)
Эконо́м (чув. Эконом) — посёлок в Ибресинском районе Чувашской Республики. Входит в состав Кировского сельского поселения.

## География
Находится в центральной части Чувашии на расстоянии приблизительно 11 км на запад по прямой от районного центра посёлка Ибреси.

## История
Поселок образован в 1927 году переселенцами из различных районов Чувашии. Первоначальное название было Юбал (Юпал). Нынешнее название дано по колхозу, образованному в 1931 году. Позднее в составе колхоза им. Кирова. В 1970 году учтено 348 жителей, в 1989—310. В 2010 году отмечено 85 дворов, зерноток и свиноферма колхоза им. Кирова.

## Население
Население составляло 246 человек (чуваши 97 %) в 2002 году, 254 в 2010.